# Estación de Bleret
La estación de Bleret es una estación de tren belga situada en Waremme, en la provincia de Lieja, región Valona.
Pertenece a la línea  de S-Trein Lieja.

## Situación ferroviaria
La estación se encuentra en la línea 36 (Bruselas-Lieja).

## Intermodalidad
Actualmente, no hay conexiones con otros medios de transporte.